# Polycera tricolor
Polycera tricolor är en snäckart som beskrevs av Gordon A. Robilliard 1971. Polycera tricolor ingår i släktet Polycera och familjen Polyceridae. Inga underarter finns listade i Catalogue of Life.